# Alestorm
Az Alestorm egy többnemzetiségű zenekar. 2004-ben alakultak a skóciai Perth-ben. Kalóz-témájú dalaik és kinézetük miatt sokan "pirate metal"-nak nevezték el a műfajt, amelyben játszanak. Nevük szójáték a népszerű Halestorm rockegyüttes nevével. A zenekar folk, power és "pirate" metal műfajokban játszik. Lemezeiket a Napalm Records jelenteti meg. Eredetileg "Battleheart" volt a nevük, és sima power metal bandaként kezdték karrierjüket, ezen a néven még csak kislemezeket dobtak piacra. Az egyik daluk hatására alapítottak egy új műfajt, "pirate metal" néven. Első magyarországi fesztivál koncertjüket 2012 júliusában tartották a Rockmaratonon, első önálló koncertjüket pedig 2017 októberében, a Barba Negra Music Clubban. Korábban csak vendégzenekarként léptek fel itthon.

## Tagok
- Chris Bowes - éneklés, keytar (gitár-szintetizátor keverék hangszer) (2004-)
- Gareth Murdock - basszusgitár (2008-)
- Peter Alcorn - dobok (2010-)
- Elliot Vernon - billentyűk, "kemény" éneklés (2011-)
- Bodor Máté - gitár (2015-)

## Korábbi tagok
- Gavin Harper - gitár (2004-2008)
- Dani Evans - basszusgitár (2006-2008)
- Doug Swierczek - dobok (2006)
- Ian Wilson - dobok (2007-2008, 2008-2010)
- Alex Tabisz - dobok (2008)
- Tim Shaw - gitár (2008)

## Diszkográfia
Stúdióalbumok
- Captain Morgan's Revenge (2008)
- Black Sails at Midnight (2009)
- Back Through Time (2011)
- Sunset on the Golden Age (2014)
- No Grave but the Sea (2017)
- Curse of the Crystal Coconut (2020)
- Seventh Rum of a Seventh Rum (2022)
- The Thunderfist Chronicles (2025)